# Факултет за тјелесни одгој и спорт Универзитета у Тузли
Факултет за тјелесни одгој и спорт Универзитета у Тузли је високошколска установа у Тузли која образује студенте из области физичког васпитања и спорта. Налази се у улици 2. октобра 1.

## Историјат
Факултет за тјелесни одгој и спорт Универзитета у Тузли је основан 2002—2003. године када се Одсек за физичку културу са Филозофског факултета Универзитета у Тузли издвојио и постао самостални факултет. Одсек за физичку културу је постојао и на претечама Филозофског факултета, Вишој педагошкој школи основаној 1960. године која је прерасла у Педагошку академију девет година касније и у Филозофски факултет 1993. Смер Едукација тренера у спорту (Спортски тренер) је био у саставу Више тренерске школе при Факултету за тјелесни одгој и спорт за ванредне студенте која је прерасла 2006. године у Високу тренерску школу. Факултету за тјелесни одгој и спорт је носилац студија намењен ванредним студентима.

## Студијски смерови
Студије првог циклуса, основне академске студије, се одвијају на два студијска смера:
- Тјелесни одгој и спорт за редовне студенте, стиче се звање Бачелор тјелесног одгоја и спорта, траје четири године[7]
- Едукација тренера у спорту (Спортски тренер) за ванредне студенте, стиче се звање Бачелор спортски тренер, траје три године[6]

Студије другог циклуса, мастер академске студије, се одвијају на два студијска смера:
- Тјелесни одгој и спорт, стиче се звање Магистар тјелесног одгоја и спорта, траје једну годину[8]
- Едукација тренера у спорту (Спортски тренер), стиче се звање Магистар тјелесног одгоја и спорта, траје две године[9]

Студије трећег циклуса, докторске академске студије, се одвијају на једном студијском смеру:
- Кинезиологија, стиче се звање Доктор друштвених наука из подручја тјелесног одгоја и спорта[10][11]